# Arcisse de Caumont
Arcisse de Caumont (Bayeux, 20 d'agost de 1801 - Caen, 16 d'abril de 1873) va ser un arqueòleg francès.
Fill de François de Caumont i Marie-Louise Hue de Mathan, Arcisse de Caumont va fundar la Société des antiquaires de Normandie (Societat d'antiquaris de Normandia) i la Société linnéenne de Normandie el 1823, la Société française d'archéologie (Societat francesa d'arqueologia) el 1833, l'Association normande (Associació normanda) i la Société pour la conservation des monuments (Societat per a la conservació de monuments).
Davant la inquietud per no haver trobat un suficient nombre de membres per a cada una d'aquestes diferents associacions, Arcisse de Caumont va posar en relació directa els diferents membres que les componien per donar l'oportunitat a cada un d'ells d'expressar les seves opinions i de desenvolupar cada una de les seves idees. Es va ocupar també d'organitzar congressos arqueològics i congressos científics que van ser tot un èxit per a l'època.
Amb això, Arcisse de Caumont va desenvolupar un moviment intel·lectual que es va propagar per tota França i que va comportar la formació de nombroses societats intel·lectuals o literàries que disposaven de biblioteca, arxius i algunes fins i tot de museu.
Els treballs i estudis d'Arcisse de Caumont van permetre d'establir a França el renaixement de l'art gòtic sobre bases intel·lectuals fiables. Les seves obres, molt cercades, li van concedir l'honor d'entrar a formar part de la societat científica Académie des inscriptions et belles-lettres.
Arcisse de Caumont va compondre més de trenta volums sobre arqueologia i va contribuir activament a la publicació de prop de dos-cents volums d'actes i memòries dels congressos de les societats de les quals era fundador.
La seva obra magna, publicada entre l'any 1830 i el 1841, és Cours d'antiquités monumentals: histoire de l'art dans l'ouest de la France, depuis les temps les plus reculis jusqu'au XVIIe siècle (Curs d'antiguitats monumentals: història de l'art a l'oest de França, des dels temps remots fins al segle xvii), la qual considera l'arquitectura religiosa, civil i militar des de l'època gal·loromana fins a l'edat mitjana.

## Obres
- Abécédaire ou rudiment d'archéologie,Caen, F. Le Blanc-Hardel, 1869
- Abécédaire héraldique, ou, Notions générales sur le blason, Caen, A. Hardel, 1861
- Archéologie des écoles primaires, Caen, Le Blanc-Hardel, 1868
- Cours d'antiquités monumentales professé à Caen, en 1830, (1re partie : Antiquités celtiques; 2e partie et 3e partie : Antiquités gallo-romaines; Architecture religieuse; 5e partie : Architecture militaire; 6e partie : État de la peinture, de la calligraphie, de l'orfèvrerie et autres arts à l'époque du moyen âge), Paris, Lange, 1830-41
- Essai sur la topographie géognostique du département du Calvados, Caen, Chalopin, 1828
- Histoire de l'architecture religieuse au Moyen Âge, Paris, Derache, 1841
- Histoire sommaire de l'architecture religieuse, civile et militaire au Moyen Âge, París, Lance, 1836
- Inauguration d'un monument à Dives en mémoire du départ de l'armée de Guillaume-le-Bâtard pour la conquête de l'Angleterre en 1066, Caen, A. Hardel, 1861
- La Vallée de la Dives : statistique ripuaire París, Res Universis, 1853, reprint 1992
- Le beurre d'Isigny à Monaco,[1] Caen, F. Le Blanc-Hardel, 1869
- Le Mur de Laudunum, Caen, [s.n.], 1868
- Mémoire géologique : sur quelques terrains de la Normandie occidentale, Caen, Chalopin Fils, 1825
- Mémoires de la Société linnéenne de Normandie, Paris, Lance, 1829
- Rapport verbal fait à la Société française pour la conservation des monuments dans la séance administrative du 7 déc. 1844, sur quelques antiquités du midi de la France, Caen, [s.n.], 1845
- Statistique monumentale du Calvados,Caen: Le Blanc-Hardel, 1846-67
- Statistiques routières de la Basse-Normandie, París:Derache, 1855.